# Lewis Furey
Lewis Furey, nascut Lewis Greenblatt (Montreal, 7 de juny de 1949) és un compositor, cantant, violinista, pianista, actor i director de cinema quebequès.

## Carrera
Nascut a Montreal (Quebec) de pares francès i estatunidenc, Furey es va formar com a violinista clàssic, i als 11 anys va actuar com a solista al cicle ce concerts Matinées pour la jeunesse de l'Orquestra Simfònica de Montreal. De 1961 a 1965 va estudiar al Conservatoire de musique du Québec à Montréal. Més tard va estudiar a la Juilliard School de la ciutat de Nova York. El 1972 va començar a tocar i gravar les seves pròpies composicions de música rock. En els anys següents, va produir tres àlbums de música pop: Lewis Furey (1975, A&M 4522), The Humors of Lewis Furey (1976, A&M 4594) i The Sky is Falling. (1979, Aquarius AQR-521). Les característiques distintives dels àlbums eren els estils vocals semblants a Lou Reed de Furey, una sèrie de cançons amb temàtica gai (especialment l'èxit de la ràdio local de Montreal Hustler's Tango), i arranjaments exòtics amb usos inusuals de violí i banjo, així com elements de la música klezmer.
El 1975, va començar una nova aventura com a compositor de pel·lícules. La seva primera banda sonora, per a La Tête de Normande St. Onge (1975) de Gilles Carle, va guanyar un Canadian Film Award. El 1977, va treballar a la pel·lícula de Gilles Carle L'Ange et la femme juntament amb la seva futura esposa, l'actriu i cantant Carole Laure. Aquest projecte implicat més que compondre; a la pel·lícula es veu a Furey i Laure fent un acte sexual. Furey també va compondre per a la pel·lícula d'Allan Moyle The Rubber Gun, que tractava sobre famílies afectades pel consum de drogues. Més tard, durant la dècada de 1970, Furey i Laure van produir una sèrie d'èxits crítiques escèniques a París. Furey també va exercir com a productor i sovint també com a compositor d'una sèrie d'àlbums de Carole Laure, començant per Alibis (1979, RCA KKL-1-0290), un va tenir èxit al Quebec el 1979. El 1980, Furey va escriure la música d'una altra pel·lícula de Gilles Carle Fantastica, protagonitzada per Laure en el paper principal de Lorca. Furey també va actuar a la pel·lícula i va ser nominada als Premis Genie al Canadà com a "Millor actuació d'un actor en un paper principal".
Furey va desenvolupar encara més la seva carrera en la música de cinema i televisió amb produccions com una pel·lícula de Gilles Carle de 1983, Maria Chapdelaine, basada en la novel·la homònima de Louis Hémon. La seva partitura per a aquesta pel·lícula va guanyar un premi Genie. El 1984 va escriure el guió de Night Magic, amb el guió co-escrit per Leonard Cohen.
Amb seu a França des de finals de la dècada de 1970, Furey ha continuat treballant en cinema i televisió, així com produint i escrivint àlbums d'èxit de Laure, com ara She Says Move On (1991) i Natural Sentiments (1997). Una producció escènica basada en aquest últim va funcionar durant més d'un mes a París el 1998.
Les cançons de Furey han estat gravades per altres artistes com Céline Dion, que van gravar La ballade de Michel i Dans La Main D'un Magicien per a la seva pel·lícula Opération beurre de pinottes (1985), coescrita per Eddy Marnay; Tom Robinson, qui va enregistrar Cabaret '79 (1982) i "Love Comes" (North by Northwest, 1982); i Petula Clark. Els seus dos primers àlbums es van convertir en èxits al Japó i només estan disponibles en CD com a reedicions japoneses. Està abundantment representat a l’internet japonès. Una versió en CD de The Sky is Falling es va publicar a França.
És germà del dramaturg/actor/pianista canadenc Richard Greenblatt, autor de l'obra de gran èxit 2 Pianos, 4 Hands.

## Discografia

### Àlbums
- Lewis Furey, 1975
- The Humours of Lewis Furey, 1976
- The Sky is Falling, 1979
- Carole Laure/Lewis Furey Fantastica, 1980
- Carole Laure/Lewis Furey Enregistrement Public au Théâtre de la Porte Saint-Martin, 1982
- Carole Laure/Lewis Furey Night Magic, 1985
- "Haunted By Brahms", 2017/2018

### Senzills
- Lewis Furey: Lewis is crazy/ What a sad summer, Gamma, 1972 (Canadà)
- Lewis Furey: Hustler's tango / Last night, A & M, 1975 (USA)
- Lewis Furey: Lullaby / Who's got the bag, A & M, 1976 (USA)
- Lewis Furey: Top ten sexes, A & M, 1976 (USA)
- Lewis Furey: Waiting on you / The sky is falling, Aquarius, 1978 (Canadà)
- Lewis Furey& Carole Laure: See you Monday, RCA / Saravah, 1979 (original soundtrack of the film Au revoir... à lundi) (França)
- Lewis Furey& Carole Laure: Fantastica / What's wrong with me, RCA / Saravah, 1980 (original soundtrack of the film Fantastica) (França)
- Lewis Furey& Carole Laure: I should have known better / Slowly, I married her, RCA / Saravah, 1982 (França)
- Lewis Furey& Carole Laure: Fire / Angel eyes, RCA / Saravah, 1985 (original soundtrack of the film Night Magic) (França)

### Participacons
- 2007: Plaza Musique, L'amour et l'Occident, vocals a I Want To Be Your Friend

## Filmografia
- La Tête de Normande St-Onge, 1975 (compositor)
- L'Ange et la femme, 1977 (compositor; actor)
- The Rubber Gun, 1977 (compositor)
- Jacob Two-Two Meets the Hooded Fang, 1978 (compositor;)
- Bye, See You Monday (Au revoir à lundi), 1979 (compositor; actor)
- Avec... le charme de Carole Laure, 1979 (appears as himself; TV)
- Agency, 1980 (compositor)
- Fantastica, 1980 (compositor; actor)
- Maria Chapdelaine, 1983 (compositor;)
- American Dreamer, 1984 (compositor;)
- Night Magic, 1985 (director; coguionista amb Leonard Cohen; compositor;)
- The Peanut Butter Solution, 1985 (compositor;)
- Sauve-toi, Lola, 1986 (compositor;)
- Champagne for Two, Shades of Love series, 1987 (director; compositor; TV)
- Lilac Dream, Shades of Love series, 1987 (compositor; TV)
- Midnight Magic, Shades of Love series, 1987 (compositor; TV)
- The Rose Café, Shades of Love series, 1987 (compositor; TV)
- Sincerely, Violet, Shades of Love series, 1987 (compositor; TV)
- The Emerald Tear, Shades of Love series, 1988 (compositor; TV)
- Little White Lies, Shades of Love series, 1988 (compositor; TV)
- The Man Who Guards the Greenhouse, Shades of Love series, 1988 (compositor; TV)
- Moonlight Flight, Shades of Love series, 1988 (compositor; TV)
- Shadow Dancing, 1988 (director)
- Sunset Court, Shades of Love series, 1988 (compositor; TV)
- Tangerine Taxi, Shades of Love series, 1988 (compositor; TV)
- Rats and Rabbits, 2000 (director; writer)
- Une fille dans l'azur, 2001 (compositor; TV)